# Nhôm acetoacetate
Nhôm acetoacetate là một thuốc kháng axit có công thức hóa học C18H27AlO9.